# Mistrovství světa týmů v judu 2014
Mistrovství světa týmů proběhlo v Traktor Ice Arena v Čeljabinsku, Rusko 31. srpna 2014.

## Česká stopa
Český tým nastoupil v tomto složení:
- -66 kg - Pavel Petřikov ml. (JC Hradec Králové)
- -73 kg - Jakub Ječmínek (USK Praha)
- -81 kg - Jaromír Ježek (Sokol Praha Vršovice)
- -90 kg - bez zastoupení
- +90 kg - Michal Horák (USK Praha)

## Výsledky

### Muži
|      | Zlato | Stříbro | Bronz |
| ---- | --- | --- | --- |
| Týmy | Japonsko Masaši Ebinuma Tengo Takaiči Šóhei Óno Riki Nakaja Takanori Nagase Masju Beiker Daiki Nišijama Rjú Šičinohe Daiki Kamikawa | Rusko Alim Gadanov Kamal Chanmagomedov Zelimchan Ozdojev Děnis Jarcev Murat Chabačirov Siražudin Magomedov Kirill Děnisov Magomed Magomedov Andrej Volkov Aslan Kambijev | Gruzie Šalva Kardava Amiran Papinašvili Laša Šavdatuašvili Nugzar Tatalašvili Avtandil Črikišvili Zebeda Rechviašvili Varlam Lipartelijani Beka Gvinyjašvili Levan Matiašvili Adam Okruašvili Německo Sebastian Seidl Christopher Völk Sven Maresch Marc Odenthal Karl-Richard Frey Dmitrij Peters |

### Ženy
|      | Zlato | Stříbro | Bronz |
| ---- | --- | --- | --- |
| Týmy | Francie Annabelle Euranieová Priscilla Gnetová Automne Paviaová Anne-Laure Bellardová Clarisse Agbegnenouová Fanny-Estelle Posviteová Margaux Pinotová Émilie Andéolová Audrey Tcheuméová | Mongolsko Adijasambúgín Colmon Mönchbátaryn Bundmá Dordžsürengín Sumijá Cend-Ajušín Cerennadmid Baldordžín Möngönčimég Cend-Ajušín Narandžargal Battulgín Mönchtuja | Německo Mareen Krähová Romy Tarangulová Miryam Roperová Iljana Marzoková Martyna Trajdosová Laura Vargasová Kochová Luise Malzahnová Jasmin Külbsová Japonsko Juki Hašimotová Nae Udakaová Ai Šišimeová Miku Taširová Haruka Tačimotová Karen Nun'iraová Kanae Jamabeová Megumi Tačimotová |

pozn. V tabulce jsou uvedení judisté, kteří přímo zasáhli do soutěže.